# Saint-Siméon, Eure

Saint-Siméon este o comună în departamentul Eure, Franța. În 1 ianuarie 2022 avea o populație de 323 de locuitori.